# کوکووا
کوکووا (انگلیسی: KOCOWA) یک سرویس استریم آمریکایی مستقر در لس آنجلس است که به عنوان سرمایه‌گذاری مشترک میان سه شبکه اصلی تلویزیونی کره جنوبی یعنی کی‌بی‌اس، ام‌بی‌سی و اس‌بی‌اس به همراه شرکت اس‌کی تلکام (که همچنین از بنیان‌گذاران پلتفرم ویو در کره جنوبی است) راه‌اندازی شده است. هدف این سرویس ارائه محتوای سرگرمی کره‌ای از جمله درام‌های کره‌ای (K-Drama)، برنامه‌های واقع‌نمایی کره‌ای (K-Reality)، برنامه‌های ورایتی کره‌ای (K-Variety) و موسیقی پاپ کره‌ای (K-Pop) به مخاطبان در قاره آمریکا با زیرنویس در زبان‌های مختلف است.
کوکووا زیرمجموعه‌ای از شرکت ویو آمریکاز کورین محسوب می‌شود و نام آن مخفف عبارت کورین کانتنت ویو (Korean Content Wave) است. این سرویس در ژوئیه ۲۰۱۷ راه‌اندازی شد و از آن زمان به دارنده حق مالکیت معنوی و واسطهٔ پخش محتوای کره‌ای برای پلتفرم‌هایی چون روکو، کام‌کست، پرایم ویدئو و دیگر سرویس‌ها تبدیل شده است. کوکووا علاوه بر ارائه محتوای باکیفیت کره‌ای با زیرنویس‌های حرفه‌ای از طریق این پلتفرم‌ها، از طریق اپلیکیشن اختصاصی خود نیز بزرگ‌ترین آرشیو درام‌های کره‌ای را در اختیار کاربران قرار می‌دهد.